# شرکت ملی مناطق نفت‌خیز جنوب
شرکت ملی مناطق نفت‌خیز جنوب بزرگ‌ترین شرکت نفت و گاز در ایران، وابسته به شرکت ملی نفت ایران است، که در زمینه اکتشاف، توسعه و تولید، فرآورش و انتقال نفت خام و گاز طبیعی، همچنین تولید میعانات گازی فعالیت می‌کند.
ریشه‌های تأسیس این شرکت به سال ۱۹۷۱ و راه‌اندازی شرکت اُسکو در شهر مسجدسلیمان بازمی‌گردد. شکل کنونی این شرکت پس از وقوع انقلاب ۱۳۵۷ با ادغام دارایی‌های شرکت اُسکو و شرکت عملیات غیرصنعتی، تحت نام مدیریت مناطق نفت‌خیز شکل گرفت. پس از جنگ ایران و عراق به مدیریت تولید مناطق خشکی تغییر نام داد و در سال ۱۳۷۷ در پی تجدید ساختار و سازماندهی مجدد، نام آن به شرکت ملی مناطق نفت‌خیز جنوب تغییر پیدا کرد. دفتر مرکزی این شرکت در اهواز مستقر می‌باشد.
شرکت مناطق نفت‌خیز جنوب هم‌اکنون حدود ۸۰ درصد از نفت و ۱۶٪ درصد از گاز ایران را تولید می‌کند، به‌طوری که روزانه ۳ میلیون بشکه نفت خام، ۲٫۵ میلیارد فوت مکعب (معادل ۷۰ میلیون مترمکعب) گاز طبیعی و ۱۳۰ هزار بشکه میعانات گازی تولید می‌نماید.
این گروه صنعتی به‌عنوان شرکت تابعه‌ای از شرکت ملی نفت ایران، مسئولیت برنامه‌ریزی، مدیریت مخازن و بهره‌برداری از ۶۵ میدان نفتی و گازی، با مجموع بیش از ۳۳۰ میلیارد بشکه نفت خام درجا (۹۳ میلیارد بشکه قابل برداشت) و بالغ بر ۴۲۰ تریلیون فوت مکعب گاز طبیعی درجا را برعهده دارد.
هم‌اکنون ابراهیم پیرامون مدیرعامل شرکت ملی مناطق نفت‌خیز جنوب است. ساختار سازمانی این شرکت از ۲ بخش ستاد مرکزی و مدیریت‌ها تشکیل می‌شود و مالک ۵ شرکت تابعه است که شامل: شرکت نفت و گاز کارون، مارون، مسجدسلیمان، آغاجاری و گچساران می‌باشد.

## تاریخچه

چاه شماره یک نفتون مسجدسلیمان، اولین چاه خاورمیانه

در ماه مه سال ۱۹۰۸ (معادل ۱۲۸۷) پس از هفت سال اکتشاف در مناطق جنوب و جنوب‌غربی فلات ایران، اولین چاه نفت خاورمیانه با تولید اقتصادی، در میدان نفتون مسجدسلیمان، توسط کنسرسیوم دارسی حفاری شد، که در پی آن، سرانجام در عمق ۳۳۸ متری به نفت رسیدند. شرکت نفت ایران و انگلیس (به انگلیسی: Anglo-Persian Oil Company) در تاریخ ۱۴ آوریل ۱۹۰۹ به‌عنوان یک شرکت تابعه از شرکت نفت برمه تأسیس شد. بهره‌برداری از چاه نفت شماره یک با تولید میانگین ۵۰۰ بشکه در روز، عملاً از سال ۱۲۹۰ خورشیدی آغاز گردید. از سال ۱۹۰۸ برای مدت ۲۰ سال، تمام نفت تولیدی ایران، از میدان نفتی مسجدسلیمان استخراج می‌شد. عملیات اکتشاف نفت، به‌طور جدی از اواسط دهه ۱۹۲۰ میلادی، توسط شرکت نفت ایران و انگلیس در جنوب غربی کشور آغاز شد، که در پی آن، در سال ۱۹۲۸ میدان نفتی هفتکل، ۱۹۳۰ میدان نفتی گچساران، ۱۹۳۵ میدان نفتی پازنان، ۱۹۳۶ میدان نفتی آغاجاری و در سال ۱۹۳۸ میدان نفتی نفت سفید کشف گردید.

### شرکت سهامی اکتشاف و تولید نفت
در سال ۱۳۰۶ شرکت سهامی اکتشاف و تولید نفت با مدیریت کارشناسان بریتانیایی، به عنوان زیرمجموعه‌ای از شرکت نفت ایران و انگلیس، در شهر مسجدسلیمان، استان خوزستان تأسیس شد، که فعالیت‌های آن بر استخراج نفت، برنامه‌ریزی و توسعه مخازن نفتی، احداث زیرساخت‌های صنعتی و نگهداری تجهیزات فنی، متمرکز بود. کلیه تأسیسات بهره‌برداری، کارخانجات جانبی، خطوط لوله و میدان‌های تحت مدیریت شرکت سهامی اکتشاف و تولید نفت، در عمل، هستهٔ اولیه شکل‌گیری شرکت مناطق نفتخیز جنوب بشمار می‌آید.
در سال ۱۳۲۹ در پی ملی شدن صنعت نفت و خلع ید از شرکت نفت انگلیس و ایران، شرکت ملی نفت ایران تأسیس شد. این شرکت در دهه‌های نخست فعالیتش، تنها کار فروش مازاد فراورده‌های نفتی و توزیع گاز طبیعی جهت مصارف داخلی، همچنین مسئولیت تأمین، نگهداری و اداره خدمات پشتیبانی تولید را به عهده داشت. تا زمان ملی شدن صنعت نفت در اسفند ۱۳۲۹ تعداد کارمندان عالی‌رتبه ایرانی، در بخش‌های عملیاتی این شرکت، از ۳۰ نفر تجاوز نمی‌کرد. با ملی شدن صنعت نفت، کارکنان خارجی اقدام به خروج از کشور نمودند و تا مهر ۱۳۳۰ تقریباً کلیه آن‌ها ایران را ترک کردند و در پی آن، عملیات تولید و صادرات نفت ایران، متوقف شد.
پس از تصویب قرارداد کنسرسیوم در ۲۹ مهر ۱۳۳۳ توسط مجلس شورای ملی، کنسرسیومی با مشارکت شرکت‌های بی‌پی (۴۰٪)، رویال داچ‌شل (۱۴٪)، گلف اویل (۸٪)، استاندارد اویل کالیفرنیا (۸٪)، استاندارد اویل نیوجرسی (۸٪)، استاندارد اویل نیویورک (۸٪)، تکزاکو (۸٪) و توتال (۶٪) تشکیل شد. این کنسرسیوم، در سال ۱۹۵۴ اقدام به تأسیس یک کمپانی تحت نام شرکت‌های عامل نفت ایران (به انگلیسی: Iranian Oil Participants Ltd) در شهر لندن نمودند. شرکت سهامی اکتشاف و تولید نفت که فعالیتش را از سال ۱۳۰۶ آغاز کرده بود، با تغییر نام به شرکت اکتشاف و تولید نفت ایران، فعالیت خود را به‌عنوان شرکت تابعه شرکت‌های عامل نفت ایران و در زمینه اکتشاف، توسعه و تولید نفت خام و گاز طبیعی، پس از یک دوره توقف ۴ ساله، از سر گرفت. در کنار این شرکت، شرکت سهامی پالایش نفت ایران نیز توسط اعضای کنسرسیوم، در کشور هلند تأسیس شد، که به عنوان شرکت تابعه شرکت‌های عامل نفت ایران، وظیفه پالایش نفت خام و گاز طبیعی تولید شده توسط شرکت سهامی اکتشاف و تولید نفت ایران را برعهده داشت. هر یک از هشت شرکت عضو کنسرسیوم نیز یک شرکت بازرگانی بنام خود در ایران راه‌اندازی کردند، که نفت تولیدی خود را از طریق این شرکت‌های بازرگانی، به شبکه‌های توزیع خود در خارج از مرزهای ایران، ارسال می‌نمودند. تأسیسات ثابت صنعت نفت ایران، در این دوره اگر چه متعلق به شرکت ملی نفت ایران بود، اما بر اساس قرارداد، تنها شرکت‌های عضو کنسرسیوم، حق استفاده انحصاری از آن‌ها را در طول مدت قرارداد در اختیار داشتند. فعالیت‌های اکتشافی مستمر این شرکت، در طول دهه‌های ۱۳۳۰ و ۱۳۴۰ به کشف میدان‌های بزرگی، در جنوب و جنوب غربی کشور انجامید، که در این راستا؛ در سال ۱۳۳۷ میدان نفتی اهواز، ۱۳۳۸ میدان نفتی بینک، ۱۳۴۰ میدان نفتی بی‌بی‌حکیمه، ۱۳۴۱ میدان نفتی رامشیر، ۱۳۴۲ میدان نفتی مارون، میدان نفتی منصوری، میدان نفتی گلخاری و میدان نفتی کرنج، در ۱۳۴۳ میدان نفتی پارسی و میدان نفتی رگ‌سفید و در سال ۱۳۴۴ میدان نفتی کوپال توسط شرکت سهامی اکتشاف و استخراج نفت ایران کشف شد.

### شرکت خدمات نفت ایران
به دلیل شتاب گرفتن روند فعالیت‌های تولید نفت و گاز، همچنین پیشرفت فناوری‌های اکتشاف، مهندسی حفاری و به موازات آن، کشف ذخایر اثبات‌شده نفت و گاز مستقر در جنوب ایران، باعث گردید که در سال ۱۳۵۳ شرکت خدمات نفت ایران (به انگلیسی: Oil Service Company of Iran) که به‌اختصار: آسکو (به انگلیسی: OSCO) خوانده می‌شد، از دارایی‌های شرکت سهامی اکتشاف و تولید نفت، تأسیس شود. این شرکت با گسترش دامنه عملیاتی، فعالیت خود را به‌عنوان پیمانکار طرف قرارداد شرکت ملی نفت ایران، آغاز نمود. شرکت آسکو در زمینه اکتشاف و مطالعه مخازن، مهندسی، برنامه‌ریزی و عملیات حفاری، طراحی، ساخت، نصب و راه‌اندازی تأسیسات و کارخانجات جانبی، احداث خطوط لوله، توسعه میدان‌های و ازدیاد برداشت، همچنین برآورد بودجه‌های ارزی و ریالی پروژه‌های نفتی فعالیت می‌کرد. دفتر مرکزی شرکت اسکو در شهر مسجدسلیمان قرار داشت. تا مهرماه ۱۳۵۳ اعضای کنسرسیوم بدون دخالت شرکت ملی نفت ایران برای تعیین میزان تولید از میدان‌های و قیمت فروش نفت تصمیم می‌گرفتند، که از سال ۱۳۵۳ و تشکیل شرکت سهامی خاص خدمات نفت ایران (اُسکو) تغییرات عمده‌ای در ارتباط با نحوه نظارت شرکت ملی نفت ایران به عنوان نماینده دولت، در کار کنسرسیوم به وجود آمد. در کنار اسکو، در سال ۱۳۵۵ شرکت عملیات غیرصنعتی نیز در شهر آبادان تأسیس شد. این شرکت عملیات پالایش، تصفیه نفت خام، تولید بنزین، همچنین ارائه خدمات لجستیک و پشتیبانی را بر عهده داشت. عملیات اکتشاف میدان‌های نفتی که از اواسط دهه ۱۳۴۰ سیر نزولی به خود گرفته بود نیز، از اواسط دهه ۱۳۵۰ توسط شرکت اسکو از سر گرفته شد، که در پی آن در سال ۱۳۵۳ میدان نفتی چلینگر و میدان نفتی قلعه‌نار، ۱۳۵۴ میدان نفتی نرگسی و میدان نفتی رامین، ۱۳۵۵ میدان نفتی جفیر و در سال ۱۳۵۷ میدان نفتی زاغه کشف گردید.

### مدیریت مناطق نفتخیز
در آبان ماه ۱۳۵۷ نخستین جرقه اعتصابات در صنعت نفت ایران زده شد و در پی آن شماری از گروه‌های کارگری در صنعت نفت، دست از کار کشیدند. به تدریج دامنه اعتصابات به شرکت اُسکو، که عملیات تولید را راهبری می‌کرد نیز کشیده شد و سرانجام در تاریخ ۶ دی ۱۳۵۷ عملیات صادرات نفت ایران، به‌طور کامل متوقف شد.
پس از وقوع انقلاب ۱۳۵۷ و خروج بخش اعظم کارشناسان خارجی و شرکت‌های بین‌المللی صنعتی از کشور، سپس تغییر ساختار سازمان‌ها و شرکت‌های دولتی، شرکت اُسکو و شرکت عملیات غیرصنعتی، با هم ادغام شدند و مدیریت مناطق نفت‌خیز را به عنوان زیرمجموعه‌ای از شرکت ملی نفت ایران تشکیل دادند. دفتر مرکزی این شرکت نیز به شهر اهواز منتقل گردید. حوزه عملیات مدیریت مناطق نفتخیز، به‌عنوان متصدی بخش بالادستی صنایع نفت و گاز سراسر کشور، منهای میدان‌های دریایی مستقر در خلیج فارس، که مدیریت آن‌ها برعهده مدیریت تولید فلات قاره بود، را در بر می‌گرفت. از سوی دیگر، وظیفه صادرات نفت خام تولید شده در کلیه کشور، همچنین انتقال نفت خام به کلیه پالایشگاه‌های داخلی و گازرسانی به شرکت ملی گاز نیز برعهده مناطق نفتخیز گذاشته شد.
در طول جنگ ایران و عراق، تأسیسات بهره‌برداری، چاه‌ها و تسهیلات سرچاهی، خطوط لوله و کارخانجات جانبی تحت مدیریت مناطق نفتخیز، خسارات ناشی از ۲٫۵۰۰ حمله هوایی و موشکی ارتش عراق را تحمل نمود. مجموعه مناطق نفتخیز تا پایان جنگ، برنامه نگهداشت توان تولید و استمرار صادرات نفت خام، به میزان متوسط ۳ میلیون بشکه در روز را اجرا کرد و با وجود خسارت‌های پی در پی تأسیساتی، هیچگاه میزان تولید نفت این شرکت، از مرز ۲٫۴ میلیون بشکه در روز، پایین‌تر نرفت.

### مدیریت تولید مناطق خشکی
پس از پایان جنگ ایران و عراق، ساختار سازمانی شرکت ملی نفت ایران از سوی وزارت نفت مورد بازنگری قرار گرفت، که در پی آن مدیریت مناطق نفتخیز، به مدیریت تولید مناطق خشکی تغییر نام داد. در گذر این تغییر، تولید و صادرات ۸۵٪ نفت و ۱۰۰٪ گاز طبیعی و میعانات گازی، انتقال نفت خام به کلیه پالایشگاه‌های داخلی و گازرسانی به شرکت ملی گاز ایران، همچنین تأمین خوراک کلیه مجتمع‌های پتروشیمی ایران، به مدیریت تولید مناطق خشکی واگذار شد.
گرچه مدیریت تولید مناطق خشکی همواره به عنوان زیرمجموعه‌ای از شرکت ملی نفت ایران فعالیت می‌کرد، ولی از نظر عملیاتی، یک شرکت مستقل بشمار می‌آمد، که دارای سازمانی یکپارچه بود. از سال ۱۳۷۶ مطالعاتی با هدف جداسازی و تغییر ساختار سازمانی مدیریت تولید مناطق خشکی آغاز شد که در پی آن، در سال ۱۳۷۷ مجموعه مدیریت تولید از مناطق خشکی، به شرکت ملی مناطق نفت‌خیز جنوب، تغییر ساختار داد و شرکت‌های بزرگی چون: شرکت مهندسی و توسعه نفت ایران، شرکت نفت مناطق مرکزی ایران، شرکت پایانه‌های نفتی ایران، شرکت نفت و گاز اروندان، شرکت کالای نفت لندن، هواپیمایی نفت ایران و… بتدریج از دل این شرکت متولد شدند.

### شرکت ملی مناطق نفت‌خیز جنوب
در سال ۱۳۷۹ با توجه به سیاست‌ها و برنامه‌های وزارت نفت، مبنی بر ایجاد تغییر و تحول در نحوه اداره فعالیت‌ها، ساختار سازمانی شرکت ملی نفت ایران مورد بازنگری قرار گرفت و سازمان اداری شرکت مناطق نفتخیز جنوب به دو شاخه اصلی شامل ستاد مرکزی و مدیریت‌ها و ۹ شرکت تابعه تفکیک گردید، که شامل ۵ شرکت بهره‌بردار: شرکت نفت و گاز کارون، مارون، گچساران، آغاجاری و مسجدسلیمان، ۲ شرکت فنی مهندسی: شرکت توربین جنوب و شرکت پیراحفاری ایران و ۲ شرکت خدماتی: شرکت ترابری و پشتیبانی نفت و شرکت خدمات رفاهی نفت می‌باشند. شرکت ملی مناطق نفتخیز جنوب هم‌اکنون با در اختیار داشتن ۶۵ میدان هیدروکربوری بزرگ و کوچک، در گستره‌ای افزون بر ۴۰۰ هزار کیلومتر مربع در استان‌های خوزستان، بوشهر، کهگیلویه و بویراحمد، ایلام و لرستان، به‌طور میانگین معادل ۸۳٪ از نفت خام و ۱۶٪ از گاز طبیعی کشور را تولید می‌کند.

## مدیریت ارشد

### مدیران عامل
پس از انقلاب ۱۳۵۷ در ایران، شرکت خاص خدمات نفت ایران (اُسکو) و شرکت عملیات غیرصنعتی با هم ادغام شدند و مدیریت مناطق نفتخیز را به عنوان زیرمجموعه‌ای از شرکت ملی نفت ایران تشکیل دادند. حسن نزیه مدیرعامل وقتِ شرکت ملی نفت ایران، در اواخر سال ۱۳۵۷ جهانگیر رئوفی را به‌عنوان نخستین مدیر مناطق نفتخیز منصوب کرد. در اواسط سال ۱۳۵۸ سورن سرکیسیان در رأس مناطق نفتخیز قرار گرفت، اما عمر مدیریت وی نیز کوتاه بود و اوایل سال ۱۳۵۹ جای خود را به سید محسن یحیوی داد. در پی وزرات علی اکبر معین فر در نفت، محمد جواد تندگویان مدیریت مناطق نفتخیز را از یحیوی تحویل گرفت، که به وزرات رسیدن تندگویان، باعث شد تا وی مسئولیت سرپرستی مناطق نفتخیز را، به مدیر عملیات وقت این شرکت؛ بهمن سروشی تفویض کند. پس از به اسارت درآمدن تندگویان در خلال جنگ ایران و عراق، سید محمد غرضی که در اوایل انقلاب استاندار خوزستان بود، برای حضور در وزارت نفت از مجلس وقت رأی اعتماد گرفت. حضور غرضی در وزارت نفت باعث شد، تا محمد حسن تولایی که در آن زمان سرپرستی استانداری خوزستان را برعهده داشت، در سال ۱۳۶۰ به مدیریت مناطق نفتخیز منصوب شود. وی برای مدت بیش از ۳ سال در رأس این شرکت مشغول به فعالیت بود، که با روی کار آمدن غلام‌رضا آقازاده در وزارت نفت، تولایی به مدیرعاملی شرکت ملی گاز ایران نقل مکان کرد.
محمد جواد عاصمی پور در سال ۱۳۶۴ به عنوان مدیر مناطق نفتخیز انتخاب شد. گرچه بمباران تأسیسات نفتی همواره در طول جنگ ایران و عراق ادامه داشت، اما در زمان مدیریت عاصمی‌پور، شدت بیشتری به خود گرفت. بسیاری از مدیران ارشد فعلی وزارت نفت و شرکت‌های تابعه، در این دوره خود را به هرم بالای مدیریت صنایع نفت و گاز کشور رساندند. در پی استعفای دکتر عاصمی‌پور در سال ۱۳۶۷ محمدرضا شماسی عهده‌دار سرپرستی مدیریت تولید مناطق خشکی شد، ولی اوایل سال ۱۳۶۸ جای خود را به محمدرضا نادری داد. عمر مدیریت نادری نیز کوتاه بود و در سال ۱۳۶۹ محمد آقایی تبریزی از مدیرعاملی شرکت نفت فلات قاره ایران، به مدیریت مناطق خشکی منتقل شد و برای مدت بیش از ۴ سال، سکان هدایت این مجموعه صنعتی را در دست داشت. دوره ۴ ساله مدیریت آقایی در مناطق نفتخیز، کماکان طولانی‌ترین زمان مدیریت، در تمامی ادوار این شرکت بشمار می‌آید. اواخر سال ۱۳۷۳ فرامرز قدیری دهکردی به مدیریت تولید مناطق خشکی برگزیده شد. از سال ۱۳۷۶ با حضور بیژن زنگنه در وزارت نفت، زمزمه‌هایی مبنی بر تغییر ساختار شرکت ملی نفت ایران شنیده می‌شد، تا این که در سال ۱۳۷۷ علی بهشتیان جایگزین دکتر قدیری، در رأس مدیریت تولید مناطق خشکی شد. پس از گذشت چند ماه از حضور بهشتیان، تغییرات گسترده در این شرکت کلید خورد، که در پی آن مجموعه مدیریت تولید از مناطق خشکی، به شرکت ملی مناطق نفت‌خیز جنوب تغییر ساختار داد و شرکت‌های بزرگی چون: شرکت مهندسی و توسعه نفت ایران، شرکت نفت مناطق مرکزی ایران، شرکت پایانه‌های نفتی ایران، شرکت نفت و گاز اروندان، شرکت کالای نفت لندن، هواپیمایی نفت ایران و غیره، بتدریج از دارایی‌ها و نیروی انسانی مدیریت تولید مناطق خشکی تأسیس شدند.
بهشتیان تنها یک سال در جایگاه نخستین مدیرعامل شرکت ملی مناطق نفتخیز جنوب فعالیت کرد و در اواخر سال ۱۳۷۸ از این سمت کنار گذاشته شد و حسین شهاب‌الدین از شرکت ملی نفت ایران، راهی مناطق نفتخیز جنوب شد. کمتر از ۲ سال بعد و در اوایل سال ۱۳۸۰ پس از یک وقفه ۴ ساله، بار دیگر سکان هدایت این مجموعه صنعتی، به مدیران اجرایی فعال در بدنه مناطق نفتخیز جنوب سپرده شد و ظهراب حاتم‌پور از مدیریت تولید این شرکت، به مدیرعاملی شرکت ملی مناطق نفتخیز جنوب منصوب گردید. حاتم‌پور به دلیل بیماری، پس از چند ماه فعالیت درگذشت و نصرت‌الله اسپیاری که از سال ۱۳۵۴ عهده‌دار سِمَت‌های مدیریتی مختلفی چون مدیر تولید و مدیر امور فنی مناطق نفتخیز بود، مدیرعاملی این شرکت را برعهده گرفت. اسپیاری در سال ۱۳۸۴ پس از نزدیک به ۳ سال، مدیریت این گروه صنعتی را به مدیرعامل وقتِ شرکت ملی حفاری ایران؛ سیف‌الله جشن‌ساز که او نیز از پرورش یافتگان مناطق نفتخیز جنوب بود، واگذار کرد. در سال ۱۳۸۷ و پس از انتصاب جشن‌ساز به مدیرعاملی شرکت ملی نفت ایران، غلامرضا حسن بیگلو از مدیریت برنامه‌ریزی تلفیقی شرکت مناطق نفتخیز جنوب، به طبقه پنجم مهم‌ترین ساختمان استان خوزستان رفت. حسن‌بیگلو در سال ۱۳۸۹ جای خود را به هرمز قلاوند داد. قلاوند پیش از این حکم، رئیس اداره زمین‌شناسی بنیادی بود، که در چارت سازمانی این شرکت، یکی از ادارات فرعی معاونت زمین‌شناسی بشمار می‌آید، که از زیرمجموعه‌های مدیریت امور فنی شرکت مناطق نفتخیز جنوب محسوب می‌شود. قلاوند نیز در تابستان ۱۳۹۱ میراث ۳۴ سال مدیریت مناطق نفتخیز جنوب، که از ۱۷ مدیر به وی رسیده بود را، به مدیرعامل وقت شرکت نفت و گاز مارون؛ حمید بورد سپرد، تا خود به مدیریت اکتشاف شرکت ملی نفت ایران نقل مکان نماید. بوَرد نیز برای مدت کمتر از دو سال، هدایت این شرکت را در یکی از پُر تنش‌ترین ادوار خود برعهده داشت. سال ۱۳۹۳ درحالی‌که کمتر از یک سال از بازگشت بیژن نامدار زنگنه و تیم مدیریتی وی به وزارت نفت می‌گذشت، تغییر در رأس مدیریت این شرکت رقم خورد و سکان هدایت بزرگ‌ترین تولیدکننده نفت کشور، به مدیر مهندسی و ساختمان پیشین مناطق نفتخیز جنوب؛ بیژن عالی پور سپرده شد. در تاریخ یکم آذر ۱۳۹۷ بیژن عالی‌پور پس از یک دوره ۴ ساله جای خود را به احمد محمدی داد و محمدی نیز برای مدت ۳ سال، از ۱۳۹۷ تا ۱۴۰۰ مدیرعامل این شرکت بود. سپس علیرضا دانشی برای مدت ۳ سال از ۱۴۰۰ تا ۱۴۰۳ مدیرعامل این شرکت بود. هم‌اکنون ابراهیم پیرامون به‌عنوان مدیرعامل مناطق نفت‌خیز فعالیت می‌کند.
در فهرست زیر اسامی ۲۳ مدیرعاملی که از سال ۱۳۵۷ تاکنون، سکان هدایت شرکت ملی مناطق نفتخیز جنوب را در دست داشتند و سال‌های مدیریت هر یک درج شده‌است.
|    | مدیر عامل           | انتصاب | تودیع  |
| -- | ------------------- | ------ | ------ |
| ۰۱ | جهانگیر رئوفی       | ۱۳۵۷   | ۱۳۵۸   |
| ۰۲ | سورن سرکیسیان       | ۱۳۵۸   | ۱۳۵۸   |
| ۰۳ | سید محسن یحیوی      | ۱۳۵۸   | ۱۳۵۹   |
| ۰۴ | محمدجواد تندگویان   | ۱۳۵۹   | ۱۳۵۹   |
| ۰۵ | بهمن سروشی          | ۱۳۵۹   | ۱۳۶۰   |
| ۰۶ | محمدحسن تولایی      | ۱۳۶۰   | ۱۳۶۴   |
| ۰۷ | محمدجواد عاصمی‌پور   | ۱۳۶۴   | ۱۳۶۷   |
| ۰۸ | محمدرضا شماسی       | ۱۳۶۷   | ۱۳۶۸   |
| ۰۹ | محمدرضا نادری       | ۱۳۶۸   | ۱۳۶۹   |
| ۱۰ | محمد آقایی تبریزی   | ۱۳۶۹   | ۱۳۷۳   |
| ۱۱ | فرامرز قدیری دهکردی | ۱۳۷۳   | ۱۳۷۷   |
| ۱۲ | علی بهشتیان         | ۱۳۷۷   | ۱۳۷۸   |
| ۱۳ | حسین شهاب‌الدین      | ۱۳۷۸   | ۱۳۸۰   |
| ۱۴ | ظهراب حاتم‌پور       | ۱۳۸۰   | ۱۳۸۱   |
| ۱۵ | نصرت‌الله اسپیاری    | ۱۳۸۱   | ۱۳۸۴   |
| ۱۶ | سیف‌الله جشن‌ساز      | ۱۳۸۴   | ۱۳۸۷   |
| ۱۷ | غلام‌رضا حسن‌بیگلو    | ۱۳۸۷   | ۱۳۸۹   |
| ۱۸ | هرمز قلاوند         | ۱۳۸۹   | ۱۳۹۱   |
| ۱۹ | حمید بورد           | ۱۳۹۱   | ۱۳۹۳   |
| ۲۰ | بیژن عالی‌پور        | ۱۳۹۳   | ۱۳۹۷   |
| ۲۱ | احمد محمدی          | ۱۳۹۷   | ۱۴۰۰   |
| ۲۲ | علیرضا دانشی        | ۱۴۰۰   | ۱۴۰۳   |
| ۲۳ | ابراهیم پیرامون     | ۱۴۰۳   | تاکنون |

### اعضای هیئت مدیره
هیئت مدیره کنونی شرکت ملی مناطق نفتخیز جنوب از ترکیب زیر تشکیل شده‌است.
| نام               | جایگاه در هیئت مدیره | جایگاه سازمانی                      |
| ----------------- | -------------------- | ----------------------------------- |
| محسن دهان زاده    | رئیس هیئت مدیره      | جانشین مدیران عامل در شرکت‌های تابعه |
| ابراهیم پیرامون   | عضو اصلی هیئت مدیره  | مدیرعامل                            |
| غلامرضا نورانی    |                      | مدیر تولید مناطق                    |
| فرخ ناصری کریموند | عضو اصلی هیئت مدیره  | مدیر امور فنی                       |
| مجید ارشم         | عضو اصلی هیئت مدیره  | مدیر برنامه‌ریزی تلفیقی              |
| منصور نصاری‌پور    |                      | مدیر مهندسی و ساختمان               |
| حمید مدملی        | عضو اصلی هیئت مدیره  | سرپرست مدیریت امور مالی             |

## ساختار سازمانی
شرکت ملی مناطق نفتخیز جنوب از نظر ساختار اداری و نمودار سازمانی، از دو بخش اصلی ستاد مرکزی و شرکت‌های تابعه تشکیل شده‌است. پنج شرکت تابعه مناطق نفتخیز، هر یک از چارت سازمانی مستقل و هیئت مدیره مجزا تشکیل شده‌است، که ریاست هیئت مدیره هر یک از شرکت‌های فرعی، برعهده مدیرعامل شرکت ملی مناطق نفتخیز جنوب می‌باشد. عملیات هر یک از شرکت‌های زیرمجموعه شرکت ملی مناطق نفتخیز جنوب، توسط مدیرعامل آن شرکت اداره می‌شود، که به‌طور مستقیم توسط مدیرعامل مناطق نفتخیز جنوب منصوب شده‌است.
ستاد مرکزی شرکت مناطق نفتخیز جنوب، که در عمل سازمان اصلی و هسته مرکزی این شرکت بشمار می‌آید، از دو شاخه اصلی تشکیل می‌شود:
- مدیریت‌ها
- ادارات ستادی

### ادارات ستادی
ادارات ستادی شرکت ملی مناطق نفتخیز جنوب، فعالیت‌های جانبی شرکت را تحت پوشش قرار می‌دهند و نیازمندی‌های سازمان در حوزه‌هایی خارج از موضوع فعالیت این شرکت، که صنایع بالادستی نفت و گاز می‌باشد را تأمین می‌نمایند. هر اداره ستادی، بر پایه نوع فعالیت، یک کارگروه به‌شمار می‌آید که این ادارات ستادی زمینه‌هایی چون: مخابرات و فناوری اطلاعات، امور حقوقی و قراردادها، روابط عمومی، بازرسی و حراست را با استفاده از تیم‌های کارشناسی پشتیبانی می‌نماید. مدیریت فعالیت‌های هر اداره ستادی، برعهده یک رئیس اداره می‌باشد.

### مدیریت‌ها
مدیریت‌های شرکت ملی مناطق نفتخیز جنوب، مجموعه‌های تخصصی در حوزه صنایع نفت و گاز می‌باشند، که هر مدیریت با توجه به نوع فعالیت، دارای چارت سازمانی مستقل و ساختاری تعریف شده‌است. به‌طور خلاصه مدیریت تولید؛ نظارت بر تولید و بهره‌برداری را راهبری می‌نماید، مدیریت امور فنی؛ فعالیت‌های برنامه‌ریزی تولید، توسعه مخازن، حفاری و زمین‌شناسی را پوشش می‌دهد، مدیریت مهندسی و ساختمان؛ متولی طراحی و ساخت تأسیسات و کارخانجات می‌باشد، مدیریت تدارکات و امور کالا؛ وظیفه تأمین کالا را برعهده دارد، مدیریت منابع انسانی؛ در زمینه سازماندهی کارکنان فعالیت می‌کند، مدیریت برنامه‌ریزی تلفیقی؛ مرکز برنامه‌ریزی کلان اقتصادی بشمار می‌آید و مدیریت امور مالی؛ بازوی خدمات مالی این شرکت محسوب می‌شود.
| مدیریت                                           | مدیر ارشد          | حوزه فعالیت                     |
| ------------------------------------------------ | ------------------ | ------------------------------- |
| مدیریت تولید                                     | غلام‌رضا نورانی     | نظارت بر تولید نفت و گاز        |
| مدیریت امور فنی                                  | فرخ ناصری کریموند  | مهندسی توسعه میدان‌های نفت و گاز |
| مدیریت مهندسی و ساختمان                          | منصور نصاری‌پور     | توسعه و ساخت‌وساز                |
| مدیریت تدارکات و امور کالا                       | حمید صفری          | تأمین کالا                      |
| مدیریت منابع انسانی                              | ابوالقاسم حبیبی‌پور | خدمات کارکنان                   |
| مدیریت برنامه‌ریزی تلفیقی                         | مجید ارشم          | برنامه‌ریزی                      |
| مدیریت امور مالی                                 | حمید مدملی         | خدمات مالی                      |
| مدیریت تعمیر و تکمیل چاه‌ها                       | یونس عباسی لرکی    | خدمات حفاری                     |
| مدیریت تعمیرات تجهیزات صنعتی و ماشین‌آلات فرآیندی | ماشالله فتاحی‌نیا   | تعمیرات توربین                  |
| مدیریت خدمات ترابری و پشتیبانی                   | امیر بصیری         | ترابری و لجستیک                 |
| مدیریت عملیات غیر صنعتی                          | سعید فتح شهنی      | خدمات رفاهی                     |

هر یک از این هفت مدیریت، بر پایه نوع ساختار تشکیلاتی و عملکرد، از چندین معاونت تشکیل می‌شوند. در رأس هر مدیریت، یک مدیر ارشد اجرایی، که اغلب بالاترین رتبه سازمانی را در مجموعه خود دارا می‌باشد، قرار دارد. هر یک از معاونت‌ها نیز، توسط یک معاون مدیر، (با یک یا دو رتبه سازمانی پایین‌تر) اداره می‌شود. بخش‌های کوچکتر از معاونت، در ساختار مناطق نفتخیز جنوب، ادارات می‌باشند، که از مجموعه‌ای از کارگروه‌ها و تیم‌های کارشناسی تشکیل می‌شوند. راهبری فعالیت‌های هر اداره نیز برعهده رئیس اداره می‌باشد.

#### مدیریت امور فنی
مدیریت امور فنی در حوزه‌های زمین‌شناسی، مهندسی حفاری، مهندسی مخازن، مهندسی و توسعه میدان‌های نفتی، مهندسی بهره‌برداری، مهندسی فرآورش و ازدیاد برداشت، برنامه‌ریزی تولید، تعمیر و تکمیل چاه‌های نفت و گاز، فعالیت می‌کند.
مدیریت امور فنی شرکت ملی مناطق نفتخیز جنوب از ۴ معاونت و یک اداره تشکیل شده‌است:
- معاونت مهندسی نفت
- معاونت زمین‌شناسی گسترشی[۳۷]
- معاونت حفاری[۳۸]
- معاونت مطالعات شیمیایی و آزمایشگاه‌های کنترل کیفیت
- اداره بازرسی فنی و خوردگی فلزات[۳۹]

##### مهندسی نفت
معاونت مهندسی نفت در زمینه مهندسی مخازن و تعیین ذخیره درجای میدان‌های نفت و گاز، مهندسی بهره‌برداری، مهندسی پتروفیزیک و مهندسی فرآورش، طراحی خطوط لوله، ایستگاه‌های تزریق گاز و کارخانه‌های تفکیک نفت و گاز، مدل‌سازی، نمودارگیری و مدیریت مخازن هیدروکربوری، تدوین برنامه‌های ازدیاد برداشت و توسعه مخازن، تعمیر و تکمیل چاه‌های تولیدی و تزریقی نفت و گاز، فعالیت می‌نماید. معاونت مهندسی نفت هسته مرکزی کسب و کار این شرکت بشمار می‌آید. معاونت مهندسی نفت، شرکت ملی مناطق نفتخیز جنوب، از ۳ اداره تشکیل شده‌است:
- ارزیابی مخازن
- مهندسی فراورش و پروژه‌های تزریق گاز
- مهندسی بهره‌برداری

##### زمین‌شناسی
معاونت زمین‌شناسی گسترشی در زمینه زمین‌شناسی مهندسی، انجام مطالعات زمین‌شناسی چاه‌های توسعه‌ای، توصیفی و تعمیری، تعیین محل استقرار دکل‌های حفاری، اجرای عملیات لرزه‌نگاری، پردازش و تفسیر لرزه‌نگاری سه‌بعدی فعالیت می‌کند. معاونت زمین‌شناسی گسترشی در اجرای عملیات اکتشاف نفت، به عنوان اولین مجموعه فنی حاضر در میدان‌های نفت و گاز محسوب می‌شود. این معاونت، بیش از ۹۰ میدان نفتی، با ۲٫۲۰۰ حلقه چاه نفت و گاز، در قلمرو وسیعی از جنوب تا غرب کشور را تحت پوشش قرار می‌دهد، که در حدود ۸۵٪ درصد از ذخایر نفتی ایران را در بر می‌گیرد. معاونت زمین‌شناسی، شرکت ملی مناطق نفتخیز جنوب، از بخش‌های زیر تشکیل شده‌است:
- عملیات زمین‌شناسی
- مطالعات زمین‌شناسی
- زمین‌شناسی بنیانی

##### حفاری
معاونت حفاری در زمینه تهیه برنامه حفاری چاه‌های توصیفی و توسعه‌ای، تعمیر چاه‌های نفت و گاز، نظارت بر عملیات حفاری، ارائه خدمات مهندسی حفاری،
پشتیبانی حفاری و مدیریت پسماندها، فعالیت می‌کند. معاونت حفاری در عمل کارگردان اصلی عملیات حفاری در میدان‌های نفت و گاز تحت مدیریت مناطق نفتخیز جنوب می‌باشد و کلیه شرکت‌های خدمات حفاری، (مانند شرکت ملی حفاری ایران و حفاری شمال) تحت نظارت و با برنامه ارائه شده توسط این معاونت فعالیت می‌کنند. معاونت حفاری، شرکت ملی مناطق نفتخیز جنوب، از ۴ اداره تشکیل شده‌است:
- مهندسی حفاری
- عملیات حفاری
- خدمات و قراردادهای حفاری
- مطالعات و تکنولوژی حفاری

##### مطالعات شیمیایی
معاونت مطالعات شیمیایی و آزمایشگاه‌های کنترل کیفیت تمرکز اصلی این معاونت بر ارزیابی کنترل کیفیت نفت خام و تجزیه گازهای همراه نفت تولیدی از میدان‌های مختلف، معطوف می‌باشد. این معاونت، مدیریت بر ۶ آزمایشگاه مطالعاتی را برعهده دارد، که در حوزه‌های نمک‌زدایی، کاهش هیدروژن سولفوره نفت‌های صادراتی و ارسالی به پالایشگاه‌ها، ارزیابی فرایندهای تفکیک گازهای همراه نفت، آنالیز رسوبات درون‌چاهی و رفتار آن‌ها در شرایط مخزن، بررسی مواد شیمیایی، روانکارهای صنعتی، افزایه‌ها و آب‌های سطح‌الارضی و تحت‌الارضی و فرمولاسیون مواد دارای خورندگی، فعالیت می‌کنند.
- آزمایشگاه‌های مهندسی مخازن: شامل ۳ آزمایشگاه؛ پی‌وی‌تی، مغزه‌های نفتی و حفاری.
- آزمایشگاه‌های شیمیایی: شامل ۳ آزمایشگاه؛ نفت، گاز و ارزیابی مواد.

#### مدیریت مهندسی و ساختمان
مدیریت مهندسی و ساختمان مهندسی، تأمین کالا، اجرا و مدیریت پروژه‌های ساخت‌وساز تأسیسات صنعتی، کارخانجات و واحدهای فرآیندی، خطوط لوله، ساختمان‌ها و زیرساخت‌های عمرانی را در شرکت ملی مناطق نفتخیز جنوب برعهده دارد. مهندسی و ساختمان این شرکت، به‌طور مشخص در زمینه احداث و توسعه واحدهای بهره‌برداری، کارخانه‌های نمک‌زدایی، ایستگاه‌های تقویت فشار گاز و کارخانه‌های گاز و گازمایع، خطوط لوله جریانی و تسهیلات سرچاهی، ایستگاه‌های تزریق گاز و خطوط لوله انتقال، خطوط انتقال برق، همچنین اجرای پروژه‌های راه‌سازی فعالیت می‌نماید. این مدیریت از معاونت‌های زیر تشکیل شده‌است:
- معاونت طرح‌های نفت و گاز[۴۰]
- معاونت طرح‌های راه و ساختمان[۴۱]
- معاونت خدمات فنی[۴۲]
- معاونت طرح‌های عمده

##### راه و ساختمان
معاونت طرح‌های راه و ساختمان نظارت و اجرای پروژه‌های راه‌سازی، ساختمانی، تأسیساتی و پشتیبانی حفاری را، در مناطق نفتخیز جنوب، برعهده دارد. معاونت طرح‌های راه و ساختمان، مدیریت مهندسی و ساختمان، شرکت ملی مناطق نفتخیز جنوب از ادارات زیر تشکیل شده‌است:
- اداره پروژه‌های راه‌سازی
- اداره پروژه‌های ساختمانی
- اداره پشتیبانی حفاری

##### نفت و گاز
معاونت طرح‌های نفت و گاز در زمینه اجرای پروژه‌های مربوط به نگهداشت توان تولید فعالیت می‌کند و در محدوده چاه تا مجتمع بهره‌برداری، اجرای کلیه پروژه‌های مربوط به خطوط لوله جریانی، تسهیلات سرچاهی، کلاسترها، تفکیک‌گرهای سرچاهی، تأسیسات برق و ابزار دقیق را بر عهده دارد. ساختار سازمانی این معاونت به قرار زیر است:
- هفت مجری طرح در بخش‌های: تأسیسات نفتی، خطوط لوله جریانی، خطوط لوله اصلی، تأسیسات گازی، تأسیسات آبرسانی، تأسیسات ابزار دقیق و تأسیسات برق
- امور مهندسی و طراحی
- امور اجرایی
- برنامه‌ریزی و کنترل هزینه‌ها
- خدمات پشتیبانی طرح‌ها

##### خدمات فنی
معاونت خدمات فنی عرضه‌کننده خدمات مهندسی در حوزه‌های نقشه‌برداری، مهندسی استاندارد، برآوردها و خدمات پشتیبانی به کلیه زیرمجموعه‌ها، شرکت‌های تابعه و ادارات فرعی شرکت مناطق نفتخیز جنوب می‌باشد، همچنین در طول اجرای پروژه‌های عمرانی و زیرساختی، سایر نهادها، سازمان‌های دولتی و شرکت‌های خصوصی نیز از خدمات این معاونت بهره‌مند می‌شوند. معاونت خدمات فنی، تعامل گسترده‌ای نیز با سازمان استاندارد و تحقیقات صنعتی ایران، امور تحقیقات و استانداردهای وزارت نفت، سازمان نقشه‌برداری کشور و معاونت برنامه‌ریزی و نظارت راهبردی ریاست جمهوری دارد. ادارات زیرمجموعه معاونت خدمات فنی، مدیریت مهندسی و ساختمان، شرکت ملی مناطق نفتخیز جنوب:
- نقشه‌برداری
- مهندسی استانداردها
- مهندسی برآوردها

##### طرح‌های عمده
معاونت طرح‌های عمده طراحی و احداث زیرساخت‌های صنعتی و توسعه کارخانجات مناطق نفتخیز جنوب را برعهده دارد. معاونت طرح‌های عمده در زمینه احداث کارخانه‌های نمک‌زدایی، ایستگاه‌های تقویت فشار گاز، مجتمع‌های جمع‌آوری و تزریق گاز، خطوط لوله انتقال، کارخانه‌های گاز مایع، توسعه مخازن گازی و نفتی فعالیت می‌کند.
معاونت طرح‌های عمده مدیریت مهندسی و ساختمان شرکت ملی مناطق نفتخیز جنوب از هفت طرح زیرمجموعه تشکیل شده‌است، که مدیریت هر طرح، توسط یک مجری انجام می‌شود:
- احداث و توسعه کارخانه‌های نمک‌زدایی
- ایستگاه‌های جمع‌آوری و تقویت فشار گاز
- توسعه مخازن گازی
- بهینه‌سازی تولید و نوسازی تأسیسات سطح‌الأرضی
- بازرسی و تعمیرات خطوط لوله
- احداث و توسعه ایستگاه‌های تزریق گاز
- توسعه میدان‌های نفتی
- تلمبه‌خانه‌ها

#### مدیریت تولید
مدیریت تولید عملیات بهره‌برداری و مدیریت بر خط تولید نفت خام، گاز طبیعی و میعانات گازی را در واحدهای بهره‌برداری، کارخانه‌های نمک‌زدایی، پالایشگاه‌های گاز و گازمایع، تلمبه‌خانه‌ها، ایستگاه‌های تقویت فشار گاز و خطوط لوله انتقال شرکت ملی مناطق نفتخیز جنوب را برعهده دارد.
این مدیریت وظیفه تحویل گاز طبیعی به شرکت ملی گاز ایران، انتقال مایعات گازی و خوراک اولیه مجتمع‌های پتروشیمی؛ به شرکت ملی صنایع پتروشیمی ایران و انتقال نفت خام مورد نیاز پالایشگاه‌های داخلی؛ به شرکت ملی پالایش و پخش فراورده‌های نفتی ایران، همچنین تحویل نفت و گاز صادراتی به مخازن ذخیره‌سازی شرکت پایانه‌های نفتی ایران را نیز برعهده دارد. مدیریت تولید شرکت ملی مناطق نفتخیز جنوب از سه معاونت و دو اداره تشکیل شده‌است:
- معاونت بهره‌برداری
- معاونت تقویت فشار و تزریق گاز
- معاونت نگهداری و تعمیرات
- اداره بهینه‌سازی مصرف انرژی[۴۶]
- اداره مهندسی راه‌اندازی

##### بهره‌برداری
معاونت بهره‌برداری عملیات تولید نفت خام در واحدهای بهره‌برداری، کارخانه‌های نمک‌زدایی، تلمبه‌خانه‌ها و خطوط لوله انتقال را راهبری می‌نماید. معاونت بهره‌برداری همچنین وظیفه اندازه‌گیری و کنترل کیفیت نفت خام تولیدی و تنظیم گزارش میزان تولید نفت خام و مایعات گازی را در شرکت ملی مناطق نفتخیز جنوب برعهده دارد. ادارات زیرمجموعه معاونت بهره‌برداری، مدیریت تولید، شرکت ملی مناطق نفتخیز جنوب:
- بازرسی و نظارت بر تولید نفت و گاز
- نظارت بر عملیات تلمبه‌خانه‌ها و خطوط لوله نفت
- برنامه‌ریزی، هماهنگی و کنترل تولید

##### تقویت فشار و تزریق گاز
معاونت تقویت فشار و تزریق گاز عملیات جمع‌آوری، تولید و انتقال گاز طبیعی، همچنین تولید میعانات گازی و تزریق گاز را در شرکت ملی مناطق نفتخیز جنوب برعهده دارد. این معاونت در زمینه مدیریت بر ایستگاه‌های تقویت فشار، کارخانه‌های گازمایع، پالایشگاه‌های گاز و ایستگاه‌های تزریق گاز فعالیت می‌کند. معاونت تقویت فشار و تزریق گاز وظیفه تأمین خوراک مورد نیاز شرکت ملی گاز ایران و شرکت ملی صنایع پتروشیمی ایران، دریافت بخشی از گاز تولیدی شرکت نفت مناطق مرکزی ایران، همچنین تحویل گاز صادراتی به شرکت پایانه‌های نفتی ایران و هماهنگی با مدیریت امور بین‌الملل شرکت ملی نفت ایران را نیز برعهده دارد.
تأسیسات تحت نظارت معاونت تقویت فشار و تزریق گاز شامل: ۱۶ کارخانه گازمایع، ۲ پالایشگاه گاز، ۳ مجتمع شیرین‌سازی گاز، ۳۸ ایستگاه تقویت فشار گاز، ۱۰ ایستگاه تزریق گاز، ۲ مخزن ذخیره‌سازی و ۹۷ حلقه چاه گاز تولیدی و تزریقی می‌باشد. واحدهای زیرمجموعه معاونت تقویت فشار و تزریق گاز، مدیریت تولید، شرکت ملی مناطق نفتخیز جنوب:
- مهندسی گاز و گازمایع
- نظارت بر عملیات تقویت فشار و تزریق گاز
- برنامه‌ریزی و مطالعات توسعه‌ای

##### نگهداری و تعمیرات
معاونت نگهداری و تعمیرات خدمات تعمیرات و نگهداری در کلیه کارخانجات، پالایشگاه‌ها، تأسیسات، تلمبه‌خانه‌ها و خطوط لوله انتقال را ارائه می‌نماید. این معاونت در زمینه تعمیر و تنظیم، کالیبراسیون و راه‌اندازی تجهیزات الکتریکی و شبکه‌های انتقال برق، همچنین تعمیر ماشین‌آلات مکانیکی، سیستم‌های کنترل و ابزار دقیق، در تأسیسات متعلق به مدیریت تولید مناطق نفتخیز جنوب، فعالیت می‌کند. ادارات زیرمجموعه معاونت نگهداری و تعمیرات، مدیریت تولید، شرکت ملی مناطق نفتخیز جنوب:
- مهندسی تعمیرات مکانیک
- مهندسی تعمیرات برق
- مهندسی تعمیرات ابزار دقیق
- برنامه‌ریزی تعمیرات
- تعمیرات خطوط لوله

#### مدیریت برنامه‌ریزی تلفیقی
مدیریت برنامه‌ریزی تلفیقی در زمینه برنامه‌ریزی، تخصیص منابع، تنظیم گزارش‌های عملکرد ماهانه و سالانه شرکت، جمع‌آوری آمار، تهیه برنامه‌های کوتاه مدت، میان مدت و بلند مدت، با هدف نگهداشت توان تولید و توسعه میدان‌های نفت و گاز، اولویت‌بندی اقتصادی طرح‌ها و پروژه‌های سرمایه‌ای مربوط به تولید نفت و گاز در شرکت ملی مناطق نفتخیز جنوب و شرکت‌های تابعه آن، فعالیت می‌نماید. مدیریت برنامه‌ریزی تلفیقی شرکت ملی مناطق نفتخیز جنوب، از ۴ معاونت و یک مرکز پشتیبانی تشکیل شده‌است:
- برنامه‌ریزی و تلفیق طرح‌ها
- امکان‌سنجی اقتصادی و مالی طرح‌ها
- بررسی منابع نفت و گاز
- نظارت بر مصرف انرژی و ارزش‌یابی طرح‌ها
- مرکز اطلاعات مدیریت و سامانه‌ها

#### مدیریت امور مالی
مدیریت امور مالی بازوی ارائه خدمات مالی شرکت مناطق نفتخیز جنوب محسوب می‌شود، که در زمینه ارائه خدمات حسابداری؛ حسابداری مالی و حسابداری صنعتی، حسابرسی، سندرسی و مدیریت اعتبارات اسنادی، تنظیم بودجه، تهیه صورت‌های مالی و تدوین ترازنامه، کنترل هزینه‌ها، نظارت بر دریافت‌های جاری و پرداخت‌های سرمایه‌ای، تأمین اعتبارات ریالی و ارزی، انجام تراکنش‌های مالی و عملیات بانکی، فعالیت می‌نماید. مدیریت امور مالی، شرکت ملی مناطق نفتخیز جنوب، از معاونت‌های زیر تشکیل می‌شود:
- حسابداری
- سندرسی
- بررسی‌های مالی
- اعتبارات اسنادی
- بودجه و کنترل هزینه

#### مدیریت منابع انسانی
مدیریت منابع انسانی در زمینه سازماندهی کارکنان، پرداخت حقوق و دستمزد، آموزش و افزایش مهارت‌های کارکنان، اصلاح فرایندهای اداری و شغلی، رتبه‌بندی و ارزیابی عملکرد کارکنان، مدیریت امور اداری، خدمات رفاهی، توسعه و به‌کارگیری نیروی انسانی در مشاغل مختلف و مدیریت باشگاه‌های ورزشی متعلق به شرکت ملی مناطق نفتخیز جنوب، فعالیت می‌کند. مدیریت منابع انسانی شرکت ملی مناطق نفتخیز جنوب از معاونت‌ها، ادارات و بخش‌های زیر تشکیل می‌شود:
- امور اداری:
  - تأمین و تخصیص نیروی انسانی
  - امور اداری کارکنان
  - بهبود روابط کار و امور اجتماعی
  - واحد حقوق و دستمزد کارکنان
- آموزش و بهبود منابع انسانی[۴۸]
  - برنامه‌ریزی نیروی انسانی
  - پژوهش‌های منابع انسانی
  - پروژه‌های ویژه اداری
  - آموزش و توسعه نیروی انسانی
- ورزش و تربیت بدنی[۴۹]

#### مدیریت تدارکات و امور کالا
مدیریت تدارکات و امور کالا به‌عنوان بازوی تأمین طیف وسیعی از کالاهای مورد نیاز بخش‌های مختلف شرکت ملی مناطق نفتخیز جنوب، در زمینه مدیریت زنجیره تأمین کالاهای صنعتی و غیرصنعتی این شرکت، فعالیت می‌کند. این مدیریت از تجمیع ادارات تدارکات کالای شرکت‌های عامل نفت ایران در سال ۱۳۳۹ تشکیل شد، که این دو اداره، وظیفه تأمین کالاهای مورد نیاز شرکت خاص خدمات نفت ایران (مستقر در مسجدسلیمان) و شرکت عملیات غیرصنعتی (مستقر در آبادان) را بر عهده داشتند. از سال ۱۳۶۰ به لحاظ شرایط بحرانی جنگ ایران و عراق، کلیه انبارها و اداره مرکزی کالا، در اهواز متمرکز شد. با تغییر ساختار شرکت ملی مناطق نفتخیز جنوب از سال ۱۳۸۱ این سازمان به عنوان یکی از مدیریت‌های ستادی این شرکت، تغییر ساختار داد و در حال حاضر دارای پنج معاونت تدارکات، عملیات، خدمات پشتیبانی، کالای طرح‌ها، سفارش‌ها و امور اداری است. این مدیریت تحت نظارت مستقیم مدیرعامل شرکت و توسط مدیر تدارکات و امور کالا شرکت ملی مناطق نفتخیز جنوب، اداره می‌شود و متشکل از معاونت‌ها و ادارات زیر می‌باشد:
- معاونت تدارکات خرید کالا 
  - اداره تدارکات خرید کالای داخلی
  - اداره تدارکات خرید کالای خارجی
- معاونت عملیات کالا[۵۰]
  - اداره عملیات کالای اهواز
  - اداره عملیات کالای آغاجاری
- معاونت پشتیبانی تخصصی کالا 
  - اداره مهندسی ساخت کالا[۵۱]
  - اداره بررسی منابع کالا
- معاونت کالای طرح‌ها
- معاونت سفارش‌ها و کنترل موجودی کالا

#### مدیریت عملیات غیرصنعتی
این مدیریت در زمینه ارائه خدمات رفاهی، خدمات لجستیک و پشتیبانی فعالیت می‌کند. این مدیریت تحت عنوان شرکت خدمات رفاهی نفت از اواخر سال ۱۳۸۲ هدایت و راهبری کلیه فعالیت‌های واحدهای متبوع را با هدف پشتیبانی عملیات تولید و صادرات نفت و گاز جنوب بعهده گرفت. از آنجا که تأسیس شرکت‌های نفت و گاز فرعی در مناطق نفتخیز جنوب، با هدف نظارت و کنترل صحیح مسئولیت‌ها، ارائه سرویس‌های موقع، کارآمد و سرعت بخشیدن به عملیات تولید نفت و گاز بوده‌است، شرکت خدمات رفاهی نیز بنا به جایگاه خدماتی، از اواخر سال ۱۳۸۲ هدایت و راهبری کلیه فعالیت‌های واحدهای متبوع را با هدف حمایت و پشتیبانی عملیات تولید و صادرات نفت و گاز بعهده گرفت. این شرکت در سال ۱۳۹۵ منحل شد و هم‌اکنون تحت عنوان مدیریت عملیات غیرصنعتی در مناطق نفتخیز جنوب فعالیت می‌کند.
برنامه‌ریزی و اجرای فعالیت‌های غیرصنعتی، از جمله ارائه خدمات رفاهی، فرهنگی، هنری، ورزشی و مهندسی، تعمیرات و نگهداری ساختمان‌های اداری، منازل مسکونی، تأسیسات فرهنگی و ورزشی، کتابخانه، امور مسافرت و ارائه خدمات جانبی و رفاهی به کارکنان و خانواده‌های آن‌ها، همچنین احداث، توسعه، بهسازی و نگهداشت فضای سبز ادارات و واحدهای مسکونی، تصدی فعالیت‌های مشاوره‌ای، اداری، پرسنلی، آموزشی، فنی و بازرگانی، خلاصه‌ای از عملیات اجرایی این مدیریت به‌شمار می‌رود.

#### مدیریت عملیات ترابری و پشتیبانی نفت
این مدیریت در زمینه ارائه خدمات ترابری سبک و سنگین، خدمات لجستیک و پشتیبانی و با در اختیار داشتن ناوگانی از وسایل نقلیه سبک، سنگین، اتوبوس، ماشین‌آلات سیار و ساختمانی و عملیات ویژه خطوط لوله، فعالیت می‌کند. 
تا پیش از انقلاب ۱۳۵۷، امور حمل‌ونقل در شرکت ملی نفت ایران در قالب حمل‌ونقل مناطق نفتخیز و به صورت یکی از زیرمجموعه‌های اداره کل خدمات صنعتی، انجام می‌شد، سپس به دلیل گستردگی حوزه عملیاتی، دگرگونی‌های اساسی ناشی از بروز جنگ ایران و عراق، افزایش رو به رشد وسایل نقلیه و ماشین‌آلات و به تبع آن نیروی انسانی مورد نیاز برای راهبری این مجموعه، ساختار و تشکیلات آن، در سال ۱۳۶۱ از اداره حمل‌ونقل به اداره کل ترابری مناطق نفتخیز ارتقاء یافت و از سازمان‌های تحت سرپرستی معاونت عملیات مدیریت مناطق نفتخیز شد.
از سال ۱۳۶۷ با ایجاد تغییرات ساختاری در مناطق نفتخیز و تغییر این مدیریت، به شرکت ملی مناطق نفت‌خیز جنوب، اداره کل ترابری نیز جزء سازمان‌های تحت سرپرستی مدیریت تعمیرات و پشتیبانی این شرکت قرار گرفت. این اداره از سال ۱۳۷۷ تا ۱۳۷۹ از معاونت عملیات تفکیک و تحت نظر معاونت خدمات و پشتیبانی فعالیت خود را ادامه داد و مجدداً از سال ۱۳۸۲ 
نیز به علت تغییر و تحولات سازمانی در سطح شرکت مناطق نفتخیز جنوب، به حوزه مدیریت عملیات پیوست. این مدیریت از سال ۱۳۸۲ با تغییر ساختار شرکت ملی مناطق نفتخیز جنوب و ایجاد شرکت‌های خدماتی، از مناطق نفتخیز جنوب جدا شد و تحت عنوان شرکت خدمات ترابری و پشتیبانی نفت تأسیس گردید، ولی در سال ۱۳۹۵ بار دیگر این شرکت منحل شد و هم‌اکنون فعالیت خود را تحت عنوان مدیریت عملیات ترابری و پشتیبانی نفت ادامه می‌دهد.

#### مدیریت تعمیر، تکمیل و خدمات فنی چاه‌ها
این مدیریت در زمینه ارائه خدمات فنی درون‌چاهی، راندن رشته تکمیلی در چاه‌های نفت و گاز، بررسی، خارج‌سازی و نصب شیر ایمنی درون‌چاهی، عمق‌یابی، رفع مانع، مانده‌یابی، نصب مجرابند، اندازه‌گیری فشار ایستا چاه، آزمایش چاه، همچنین ارائه خدمات فنی سرچاهی شامل عملیات تکمیل تاج چاه، جداره‌گذاری، بررسی شیرآلات درون چاهی، تعمیر شیرآلات سرچاهی و دیگر تجهیزات تاج چاه روی چاه‌های بهره‌برداری و تعمیر وسایل و تجهیزات مرتبط با تاج چاه، تزریق سیالات مختلف اعم از اسید، حلال، گازوئیل، گل حفاری و آب و نیز فرازآوری ستون سیال درون چاه فعالیت می‌کند.
این مدیریت در سال ۱۳۸۲ از شرکت ملی مناطق نفت‌خیز جنوب منفک شد و تحت عنوان شرکت پیراحفاری ایران، به‌عنوان شرکت تابعه‌ای از مناطق نفت‌خیز جنوب تأسیس شد و در سال ۱۳۹۵ بار دیگر در مناطق نفتخیز جنوب ادغام شد. 
مدیریت تعمیر، تکمیل و خدمات فنی چاه‌ه در حال حاضر دارای ۴ دکل حفاری، ۱۴ دستگاه چاه‌پیمایی، ۶ دستگاه لوله‌مغزی سیار، ۷ دستگاه پمپ تراک سیمان‌کاری، اسیدکاری و تزریق نیتروژن می‌باشد.

#### مدیریت تعمیرات تجهیزات صنعتی و ماشین‌آلات فرآیندی
این مدیریت در زمینه طراحی، ساخت، پشتیبانی، تعمیرات و نگهداری ماشین‌آلات فرایندی، توربین‌ها و کمپرسورهای گازی، پمپ‌های انتقال نفت، الکتروموتورها و تجهیزات فرآورشی فعالیت می‌کند.
این مدیریت علاوه بر پشتیبانی گروه‌های تعمیرات اساسی در شرکت ملی مناطق نفت‌خیز جنوب، به شرکت‌های زیرمجموعه آن، همچنین شرکت ملی حفاری ایران، شرکت پایانه‌های نفتی ایران و سایر شرکت‌های دولتی و خصوصی فعال در جنوب و غرب ایران، خدمات خود را ارائه می‌نماید. مدیریت تعمیرات تجهیزات صنعتی و ماشین‌آلات فرآیندی از بدو شروع فعالیت صنایع نفت و گاز در جنوب کشور، در کنار شرکت‌های تولیدکننده نفت با عنوان‌های مختلفی فعالیت داشته‌است. زمانی به نام کارگاه مسجدسلیمان؛ وظیفه تعمیرات و نگهداری تلمبه‌خانه‌های نفت و توربین‌های برق را عهده‌دار بود و زمانی نیز با اداره مهندسی ساختمان و تعمیرات ادغام گشت. این مدیریت در سال ۱۳۸۲ از شرکت ملی مناطق نفت‌خیز جنوب، تحت عنوان شرکت توربین جنوب، منفک شد و در سال ۱۳۹۵ بار دیگر در مناطق نفتخیز جنوب ادغام گردید.

## شرکت‌های تابعه
شرکت‌های تابعه شرکت ملی مناطق نفتخیز جنوب ۵ شرکت تولیدی می‌باشند.
| نام شرکت                  | مدیر عامل      | نوع فعالیت      |
| ------------------------- | -------------- | --------------- |
| شرکت نفت و گاز کارون      | محسن دهان‌زاده  | تولید نفت و گاز |
| شرکت نفت و گاز مارون      | قباد ناصری     | تولید نفت و گاز |
| شرکت نفت و گاز گچساران    | غلامرضا کمالی  | تولید نفت و گاز |
| شرکت نفت و گاز آغاجاری    | جواد تقی‌زاده   | تولید نفت و گاز |
| شرکت نفت و گاز مسجدسلیمان | علیرضا هیهاوند | تولید نفت و گاز |

### شرکت نفت و گاز کارون
شرکت نفت و گاز کارون در سال ۱۳۷۷ تأسیس شد و هم‌اکنون با تولید متوسط یک میلیون بشکه نفت خام در روز، بزرگ‌ترین تولیدکننده نفت تابعه شرکت ملی مناطق نفتخیز جنوب و بزرگ‌ترین شرکت یکپارچه تولیدکننده نفت در ایران به‌شمار می‌آید. معادل نیمی از ظرفیت تولید شرکت کارون (۵۰۰ هزار بشکه) در روز توسط خطوط لوله به پالایشگاه آبادان، پالایشگاه تهران، پالایشگاه اراک، پالایشگاه آناهیتا و پالایشگاه تبریز ارسال و مابقی نفت خام تولیدی، روزانه به مقصد پایانه صادراتی خارک، متعلق به شرکت پایانه‌های نفتی ایران، انتقال می‌یابد. این شرکت همچنین به‌طور متوسط معادل ۵۵ هزار بشکه در روز میعانات گازی تولید می‌نماید.
از میان ۶ میدان نفتی تحت مدیریت شرکت نفت و گاز کارون، میدان نفتی اهواز با ظرفیت تولید ۸۰۰ هزار بشکه نفت خام در روز، بیشترین و میدان نفتی رامین با تولید حدود ۲ هزار بشکه در روز کمترین سهم تولید را به خود اختصاص داده‌اند. شرکت نفت و گاز کارون مالک شبکه گسترده‌ای از ۳٫۰۹۴ کیلومتر خطوط لوله انتقال نفت و گاز، ۷ واحد بهره‌برداری، ۴ کارخانه نمک‌زدایی، ۱۰ ایستگاه تقویت فشار و ۳ پالایشگاه گازمایع می‌باشد. دفتر مرکزی این شرکت در شهر اهواز قرار دارد.

### شرکت نفت و گاز مارون
شرکت نفت و گاز مارون، به عنوان یکی از شرکت‌های فرعی شرکت ملی مناطق نفت‌خیز جنوب فعالیت خود را رسماً از تاریخ ۱ فروردین ۱۳۷۹ آغاز نمود. مدیران این شرکت در فروردین ۱۳۸۳ ابتدا برای بخشی از تأسیسات خود، سپس در مرداد ۱۳۸۵ برای تمامی شرکت، گواهینامه سیستم مدیریت یکپارچه دریافت نمودند. شرکت نفت و گاز مارون راهبری عملیات تولید، فراورش و انتقال نفت و گاز، همچنین تعمیرات و نگهداری، احداث و بهینه‌سازی تأسیسات بخش بالادستی و خطوط لوله را در حوزه تحت مدیریت خود، بر عهده دارد.
منطقه جغرافیایی تحت پوشش شرکت مارون، در استان خوزستان مستقر می‌باشد، که از شمال به هفتکل و نفت سفید، از شرق و جنوب‌شرقی به رودخانه جراحی و از غرب و جنوب‌غربی به ۳۰ کیلومتری اهواز، محدود است و با وسعتی بالغ بر ۱٫۳۷۰ کیلومتر مربع، در برگیرنده میدان نفتی مارون، میدان نفتی کوپال و میدان نفتی شادگان می‌باشد. شرکت نفت و گاز مارون به‌طور متوسط روزانه ۶۱۴ هزار بشکه نفت خام و ۵۸۵ میلیون فوت مکعب گاز طبیعی تولید می‌نماید، همچنین ظرفیت تولید میعانات گازی این شرکت بالغ بر ۳۴ هزار بشکه در روز است. شرکت مارون دارای ۶ واحد بهره‌برداری، ۵ کارخانه نمک‌زدایی، ۸ ایستگاه تقویت فشار و ۲ پالایشگاه گازمایع می‌باشد.

### شرکت نفت و گاز گچساران
شرکت نفت و گاز گچساران یکی از پنج شرکت تولیدی زیرمجموعه شرکت ملی مناطق نفت‌خیز جنوب است، که در زمینه استخراج، پالایش و انتقال نفت خام، گاز طبیعی و تولید میعانات گازی فعالیت می‌کند. ظرفیت تولید نفت خام این شرکت به‌طور متوسط معادل ۷۸۰ هزار بشکه در روز می‌باشد، همچنین روزانه معادل ۵۰۰ میلیون فوت مکعب گاز طبیعی تولید می‌نماید. شرکت نفت و گاز گچساران مالک شبکه گسترده‌ای از ۶٫۲۴۷ کیلومتر خط لوله انتقال نفت خام و گاز طبیعی، ۳ کارخانه نمک‌زدایی، ۱۱ ایستگاه تقویت فشار، ۱۰ واحد بهره‌برداری و ۵ پالایشگاه گاز می‌باشد.
دفتر مرکزی این شرکت در شهر گچساران، کهگیلویه و بویراحمد قرار دارد، ولی تأسیسات شرکت نفت و گاز گچساران، در چهار استان خوزستان، استان بوشهر، کهگیلویه و بویراحمد و استان فارس مستقر می‌باشند. این شرکت استخراج از ۱۸ میدان نفتی را بر عهده دارد، که بیشترین تولید را به ترتیب میدان نفتی گچساران، میدان نفتی بی‌بی‌حکیمه، میدان نفتی رگ‌سفید، میدان نفتی بینک، میدان نفتی گلخاری، میدان نفتی نرگسی و میدان نفتی پازنان دارا می‌باشند.

### شرکت نفت و گاز آغاجاری
شرکت نفت و گاز آغاجاری زیرمجموعه‌ای از شرکت ملی مناطق نفتخیز جنوب است، که در زمینه استخراج، پالایش و انتقال نفت خام و گاز طبیعی فعالیت می‌کند. ظرفیت تولید نفت این شرکت به‌طور میانگین معادل ۷۸۳ هزار بشکه در روز می‌باشد، همچنین روزانه بالغ بر ۳۰٫۸۷۰ بشکه میعانات گازی نیز تولید می‌نماید. شرکت نفت و گاز آغاجاری مالک شبکه گسترده‌ای از ۷٫۰۰۰ کیلومتر خطوط لوله انتقال نفت و گاز، ۱۲ واحد بهره‌برداری، ۱۸ ایستگاه تقویت فشار و تزریق گاز (که بزرگ‌ترین ایستگاه تزریق گاز خاورمیانه را نیز در برمی‌گیرد)، ۸ پالایشگاه گازمایع و ۴ کارخانه نمک‌زدایی می‌باشد.
دفتر مرکزی این شرکت در شهر امیدیه، استان خوزستان قرار دارد و تأسیسات آن در سه استان خوزستان، بوشهر و کهگیلویه و بویراحمد مستقر می‌باشند. شرکت نفت و گاز آغاجاری مدیریت ۸ میدان نفتی را برعهده دارد، که عملیات تولید از میدان نفتی آغاجاری، میدان نفتی کرنج، میدان نفتی پرنج، میدان نفتی پارسی و میدان نفتی رامشیر را به صورت مستقل و میدان نفتی رگ سفید، میدان نفتی پازنان و میدان نفتی مارون را به صورت مشترک با شرکت‌های دیگر انجام می‌دهد.

### شرکت نفت و گاز مسجدسلیمان
شرکت نفت و گاز مسجدسلیمان یکی از زیرمجموعه‌های شرکت ملی مناطق نفت‌خیز جنوب به‌شمار می‌آید، که حوزه عملیاتی آن، به‌عنوان قدیمی‌ترین منطقه نفت‌خیز ایران و خاورمیانه، قدمت آن به سال ۱۲۸۷ و اکتشاف نخستین میدان نفتی خاورمیانه، توسط کنسرسیوم دارسی، تحت نام میدان نفتی مسجد سلیمان بازمی‌گردد. چاه شماره یک، در سال ۱۲۸۷ (۱۹۰۸) در شهر مسجدسلیمان شروع به فعالیت تولیدی کرد. این اتفاق سرفصل جدیدی را در حیات سیاسی، اجتماعی و اقتصادی ایران به وجود آورد. هم‌اکنون (۱۳۹۴) ظرفیت تولید نفت خام شرکت نفت و گاز مسجدسلیمان به‌طور متوسط بالغ بر ۱۴۵ هزار بشکه در روز می‌باشد، که این مقدار از ۱۶ میدان نفتی و ۸ میدان گازی، با مجموع نفت درجای ۲۹ میلیارد بشکه، واقع در حوزه عملیاتی این شرکت، استخراج می‌شود.
فرم کنونی شرکت نفت و گاز مسجدسلیمان در دی‌ماه ۱۳۷۷ با ادغام دارایی‌ها و تأسیسات شرکت ملی مناطق نفت‌خیز جنوب در چهار ناحیه نفتی لب سفید، نفت سفید، قلعه‌نار و هفتکل تأسیس شد و فعالیت‌های تولیدی خود را عملاً از ابتدای سال ۱۳۷۸ آغاز نمود. این شرکت در حال حاضر دارای ۴۹۲ حلقه چاه نفت، ۱۶ مجتمع بهره‌برداری، ۳ کارخانه نمک‌زدایی و ۴ ایستگاه تقویت فشار و تزریق گاز است و در محدوده‌ای به وسعت ۲۷ هزار کیلومتر مربع، در سه استان خوزستان، ایلام و لرستان، فعالیت می‌کند. دفتر مرکزی این شرکت در شهر مسجدسلیمان، استان خوزستان قرار دارد.